# Battle Royale (film)
A Battle Royale 2000-ben bemutatott japán akciófilm Fukaszaku Kindzsi rendezésében. A forgatókönyvet Fukaszaku Kenta írta, Takami Kósun azonos című 1999-es regénye alapján.

## Cselekmény
A cselekmény egy idősíkban játszódik. A diktatórikus Japánban a kormány egy kilencedikes osztályt (21 lányt és 21 fiút) élet-halál harcra kényszerít. Az osztályt egy szigetre viszik, ahol véletlenszerűen ellátják őket fegyverekkel: a szerencsésebbeket golyószóróval, de valakit csupán egy villával. Feladatuk az, hogy megöljék osztálytársaikat. Ha egy napig nem hal meg senki, akkor a nyakukra erősített robbanó nyakörvek végeznek mindannyiukkal. A „játéknak” összesen egyetlen túlélője lehet.